# Fortifications Dufour
Les fortifications Dufour sont un groupe de fortifications situées à cheval entre les communes vaudoise de Bex et valaisanne de Saint-Maurice et Vérossaz en Suisse. 

## Histoire
La création des fortifications de Saint-Maurice ont été initiées en 1831 par le futur général Guillaume Henri Dufour qui donnera son nom au système, alors que la situation politique européenne laissait craindre une guerre générale. 
Elles ont pour double objectif de protéger le pont (alors premier ouvrage permettant de traverser le Rhône depuis le lac Léman) et de montrer aux voyageurs empruntant la route reliant Milan à Paris via Saint-Maurice la volonté de la Suisse de défendre son territoire. Les constructions ont été renforcées et complétées en 1848, 1859 et 1892.
Laissées progressivement à l'abandon pendant le XXe siècle, les fortifications Dufour ont été restaurées dans leur grande majorité et peuvent être visitées en suivant deux sentiers qui partent du château de Saint-Maurice.

## Liste des fortifications
Les ouvrages suivants forment les fortifications Dufour :

### Rive droite du Rhône (côté vaudois)
- la Batterie du Rhône, construite en 1831 et renforcée en 1848, compte six pièces dont trois tirent en direction de Bex et trois par-dessus le Rhône sur la route de Monthey et est flanquée d'un mur crénelé. Elle sera détruite en 1959 à la suite de l'élargissement du défilé.
- la Petite Tenaille, construite avec deux pièces en 1831 et élargie avec huit pièces supplémentaires en 1859, est située au-dessus de la batterie du Rhône et sert à contrôler la route de Bex.
- la Grande Tenaille, construite en 1831 et renforcée en 1859 par l'adjonction d'un mur et d'un fossé, est l'ouvrage principal d'infanterie du système. Il s'agit d'un bastion hexagonal servant à bloquer une attaque venant du plateau de Chiètres.
- la redoute de la Crête, créée en 1831, est une seconde redoute d'infanterie contrôlant le plateau de Chiètres.
- la batterie de l'Arziller, construite en 1831, est une batterie d'une pièce couvrant la portion de la route entre le village de Saint-Maurice et le pont. Elle est classée comme bien culturel suisse d'importance nationale[5].
- la batterie des Capucins, également de 1831, renforce la précédente.

### Rive gauche du Rhône (côté valaisan)
- la batterie Wielandy, construite en 1831, compte 3 pièces et couvre la zone allant de Lavey jusqu'au pont.
- les deux batteries du château de Saint-Maurice, de 1831, coupent, avec leurs trois pièces chacune l'axe de la route de Monthey.
- la batterie Saint-Martin, construite en 1848, est composée de 2 pièces et se trouve sur la colline homonyme.
- la batterie du Clocher, également de 1848, compte 3 pièces et est placée sur la même terrasse que la batterie Wielandy.
- la tour crénelée Dufour, créée en 1831 et étendue en 1848, se trouve au-dessus du château et premier de couvrir et flanquer les deux têtes de pont.
- la redoute de Vérossaz, construite en 1831, est un ouvrage d'infanterie en forme d'hexagone irrégulier.